# Sportklub (Fernsehsender)

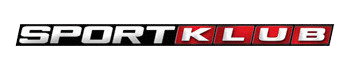
Altes Logo

Sportklub ist ein osteuropäischer Sportsender der IKO Media Group des ungarischen Medienunternehmers Tamás Rákosi. Der Sender wird seit 2006 in Ungarn, Rumänien, Polen, Serbien und Slowenien und seit 2007 in Kroatien verbreitet. Ein 2010 geplanter Start in Deutschland kam nicht zustande. Der Sender strahlt unter anderem American Football, Fußball, Eishockey, Motorsport, Basketball und Boxen aus.
Seit 2012 ist Sportklub Sponsor der Central European Football League (CEFL).